# Eschenbach SG
Eschenbach je obec na východě Švýcarska v kantonu St. Gallen. Žije zde přibližně 9 600 obyvatel.

## Geografie
Obec Eschenbach leží nad obcí Schmerikon u Curyšského jezera, východně od města Rapperswil-Jona. Tvoří ji obce Eschenbach, Bürg, Diemberg, Ermenswil, Länziken, Lütschbach, Neuhaus a od roku 2013 také Goldingen a St. Gallenkappel.

## Historie

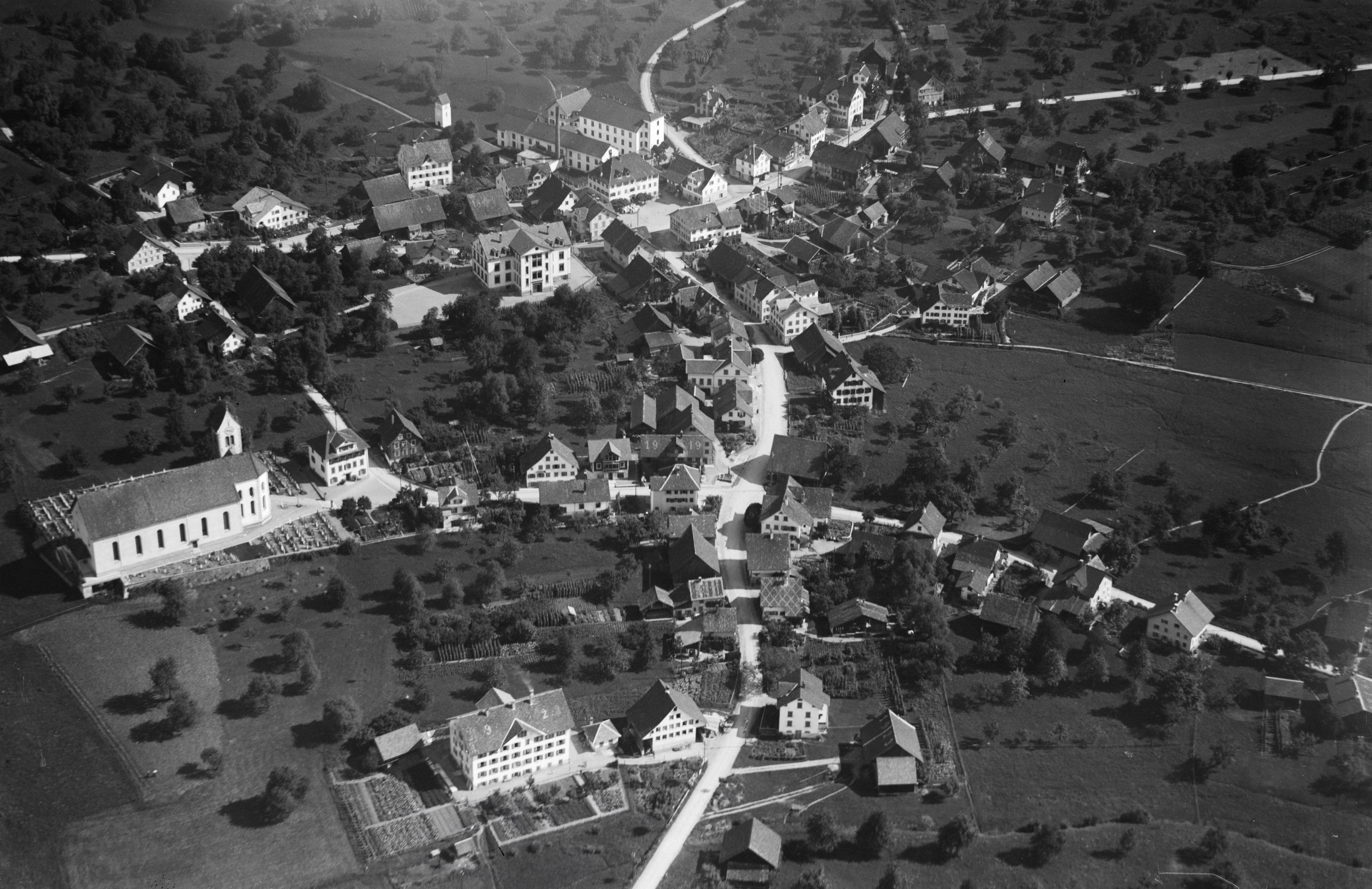
Letecký pohled (1923)

V lokalitě Chastli u Bürgu byly nalezeny stopy osídlení z předřímské a římské doby a v Balmenrainu mezi Eschenbachem a Schmerikonem byly objeveny mohyly s keramickými nádobami, bronzovými a železnými předměty z doby halštatské. V 8. a 9. století získal pozemková práva klášter St. Gallen a v roce 885 je zmiňován kostel svatého Michala. Přibližně od roku 1200 patřil Eschenbach k hrabství Uznach, které bylo pod svrchovaností hrabat z Toggenburgu. O hradu, který by ve 13. a 14. století patřil ministeriálům z Dienbergu, nejsou žádné doklady. K farnosti Eschenbach patřila také ves Schmerikon. V roce 1309 darovala hrabata z Toggenburgu patronátní kostel (pravděpodobně od té doby patronátní kostel sv. Vincence) opatství Rüti. V letech 1327 až 1328 byl kostel začleněn do kláštera, který v této době postupně získal desátky a některé statky. Po vymření hrabat z Toggenburgu přešlo hrabství Uznach v roce 1436 na pány z Raronu, v letech 1469 až 1798 pak na Schwyz a Glarus. Eschenbach byl nejlidnatější ze sedmi obcí panství.

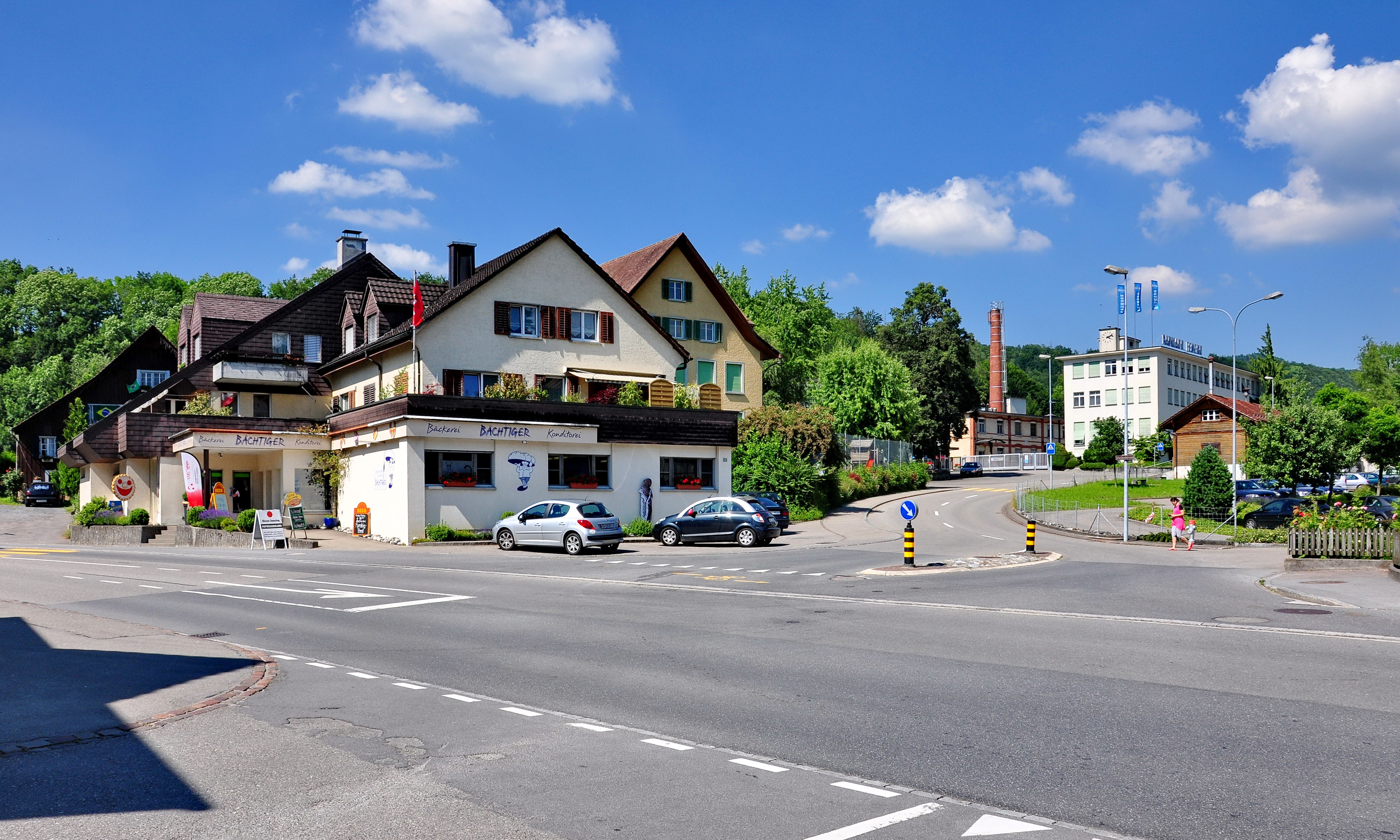
Ermenswil

Za vlády Toggenburků výsadní postavení obce do značné míry zaniklo. Podle svobodné listiny z roku 1439 vlastnili sedláci své domy a statky i společnou půdu. Kolem roku 1500 se Schmerikon oddělil od Eschenbachu založením vlastní farnosti. Během reformace ztratila farnost Eschenbach své dřívější patronátní právo, když byl v roce 1524 zrušen curyšský klášter Rüti. Náboženské schizma zničilo úzké rodinné a hospodářské vazby se sousedním curyšským Oberlandem. Po druhé kappelské válce došlo k výměně patronátních práv mezi Curychem a Rapperswilem: v roce 1537 se Rapperswil vzdal kostela v Elggu výměnou za desátky a patronátní práva z Eschenbachu, ale ještě téhož roku je prodal farníkům z Eschenbachu. Od té doby má farnost samostatnou církevní správu s farními volbami. Během barokního hnutí zbožnosti v 17. a 18. století byly postaveny nebo obnoveny kolem roku 1700 kaple Furrer v Oberdorfu, kaple svatého Jakuba v Neuhausu na poutní cestě do Einsiedelnu (obnovena 1635, novostavba 1695–1697) a kaple Domeisen (fundace 1740).
Po helvétském období, kdy Eschenbach patřil ke kantonu Säntis, byl v roce 1803 proti vůli obyvatel připojen k novému kantonu St. Gallen. Od roku 1980 prudce vzrostla bytová výstavba a zvýšil se počet dojíždějících do Jony, Rapperswilu, Uznachu, Waldu a curyšské aglomerace. V roce 2000 tvořili více než polovinu dojíždějících cizinci. Střední škola Oberer Seebezirk, k níž patří Eschenbach, St. Gallenkappel a Goldingen, má od roku 1950 regionální význam.

## Obyvatelstvo

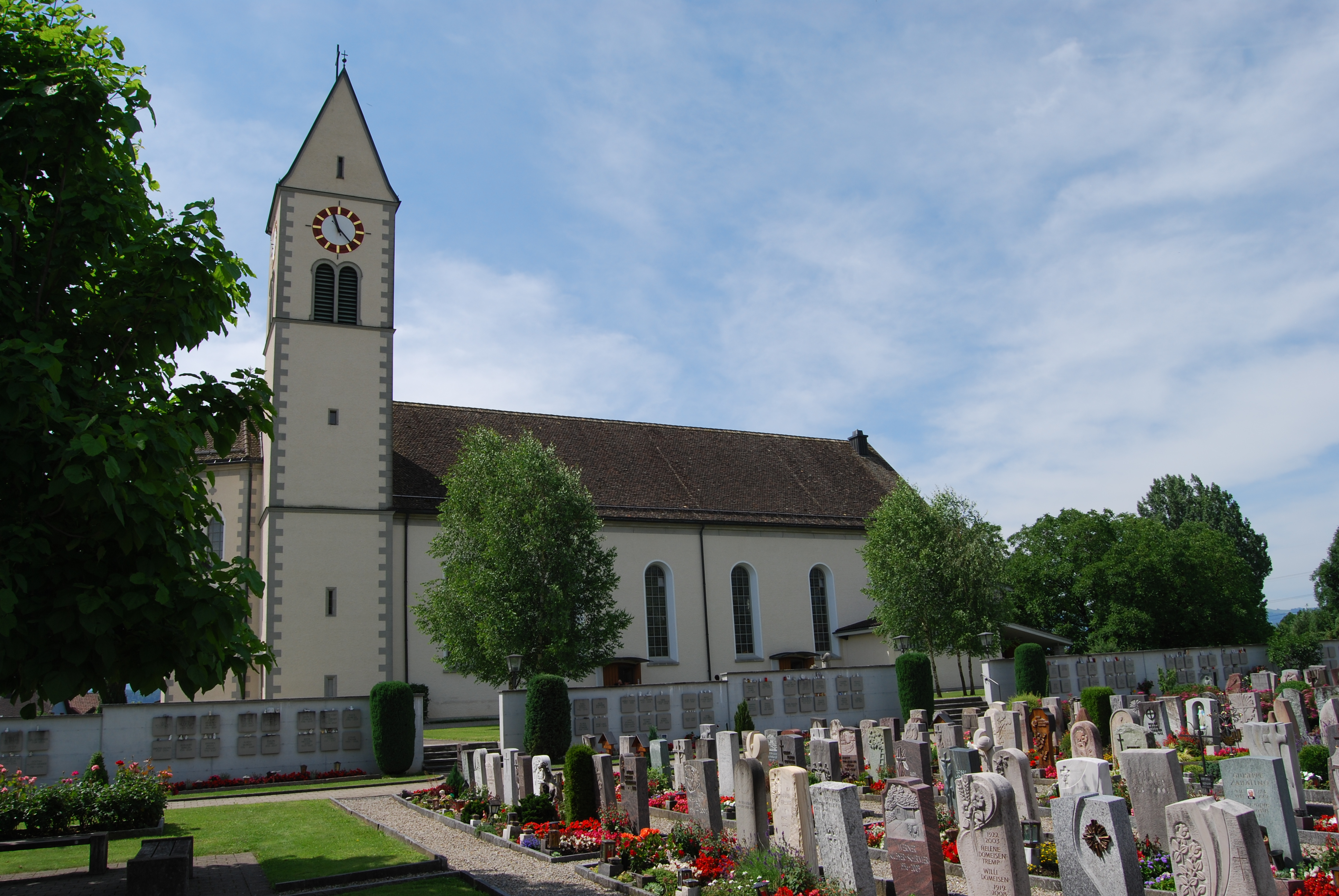
Kostel

| Vývoj počtu obyvatel | Vývoj počtu obyvatel | Vývoj počtu obyvatel | Vývoj počtu obyvatel | Vývoj počtu obyvatel | Vývoj počtu obyvatel | Vývoj počtu obyvatel | Vývoj počtu obyvatel | Vývoj počtu obyvatel | Vývoj počtu obyvatel |
| -------------------- | -------------------- | -------------------- | -------------------- | -------------------- | -------------------- | -------------------- | -------------------- | -------------------- | -------------------- |
| Rok                  | 1611                 | 1743                 | 1825                 | 1850                 | 1900                 | 1950                 | 1980                 | 2000                 | 2010                 |
| Počet obyvatel       | 610                  | 1105                 | 1690                 | 1961                 | 2117                 | 2560                 | 3661                 | 5083                 | 5599                 |

## Hospodářství
Vedle smíšeného zemědělského hospodářství s převažujícím orným hospodářstvím se zde rozvíjel i skromný vesnický průmysl v domácnostech. Průmyslová výstavba začala pozdě a poněkud nesměle, chybělo napojení na železniční síť. V 21. století obec Eschenbach nabízí téměř 4000 pracovních míst v přibližně 300 firmách. Mezi velké podniky v obci Eschenbach patří výrobce domácích spotřebičů v Neuhausu a výrobce technických pružin v Ermenswilu.

## Doprava
Plánovaný obchvat pod názvem A15 by měl odlehčit centru obce Eschenbach od tranzitní dopravy. V Neuhausu a St. Gallenkappelu vede hlavní silnice č. 8 do průsmyku Ricken a spojuje tak oblast See-Gaster s Toggenburgem. Do Goldingenu se lze dostat po vedlejší silnici.
Obec nemá napojení na železniční síť a žádná z obcí nemá železniční stanici; nejbližší železniční stanice se nachází v Uznachu. Autobusové linky jezdí k železničním stanicím Schmerikon, Uznach, Rüti ZH, Wattwil a Rapperswil-Jona a další autobusová linka k lyžařskému areálu Atzmännig. Autobusové linky provozují společnosti Postauto AG a Schneider Busbetriebe.